# Saison 2017-2018 des Grizzlies de Memphis
La saison 2017-2018 des Grizzlies de Memphis est la 23e saison de la franchise en National Basketball Association (NBA) et la 17e saison dans la ville de Memphis.

## Draft
| Tour | Choix | Joueur        | Poste | Nationalité | Provenance                    |
| ---- | ----- | ------------- | ----- | ----------- | ----------------------------- |
| 2    | 35    | Ivan Rabb     | PF    | États-Unis  | Golden Bears de la Californie |
| 2    | 45    | Dillon Brooks | SG    | États-Unis  | Ducks de l'Oregon             |

## Matchs

### Summer League
| Summer League Total: 5-1 |

| Match | Date match | Équipe     | Score         | Meilleur marqueur     | Meilleur rebondeur      | Meilleur passeur       | Lieux Spectateurs    | Série |
| ----- | ---------- | ---------- | ------------- | --------------------- | ----------------------- | ---------------------- | -------------------- | ----- |
| 1     | 8 juillet  | Washington | V 91-88       | Wayne Selden Jr. (28) | Deyonta Davis (14)      | Kobi Simmons (4)       | Cox Pavilion         | 1 - 0 |
| 2     | 9 juillet  | Sacramento | V 81-75       | Selden, Martin (21)   | Baldwin IV, Martin (10) | Selden, Baldwin IV (4) | Cox Pavilion         | 2 - 0 |
| 3     | 11 juillet | Utah       | V 84-81 (OT)  | Dillon Brooks (24)    | Jarell Martin (8)       | Wade Baldwin IV (5)    | Thomas & Mack Center | 3 - 0 |
| 4     | 13 juillet | Phoenix    | V 102-98      | Wayne Selden Jr. (33) | Baldwin IV, Hunter (7)  | Dillon Brooks (3)      | Cox Pavilion         | 4 - 0 |
| 5     | 15 juillet | Miami      | V 98-95 (2OT) | Wayne Selden Jr. (24) | Vincent Hunter (12)     | Wayne Selden Jr. (4)   | Cox Pavilion         | 5 - 0 |
| 6     | 16 juillet | Portland   | D 82-87       | Dillon Brooks (16)    | Deyonta Davis (7)       | Selden, Morgan (4)     | Thomas & Mack Center | 5 - 1 |

### Pré-saison
| Pré-saison Total: 3-2 (Domicile : 2-1 ; Extérieur : 1-1) |

| Match | Date match | Équipe           | Score     | Meilleur marqueur    | Meilleur rebondeur | Meilleur passeur     | Lieux Spectateurs      | Série |
| ----- | ---------- | ---------------- | --------- | -------------------- | ------------------ | -------------------- | ---------------------- | ----- |
| 1     | 2 octobre  | Orlando          | V 92-84   | Mario Chalmers (19)  | Brandan Wright (8) | Chandler Parsons (3) | FedExForum             | 1 - 0 |
| 2     | 4 octobre  | @ Philadelphie   | V 110-89  | Brandan Wright (16)  | Jarell Martin (9)  | Andrew Harrison (5)  | Wells Fargo Center     | 2 - 0 |
| 3     | 9 octobre  | @ Atlanta        | D 88-100  | James Ennis (14)     | Marc Gasol (13)    | Marc Gasol (4)       | Hank McCamish Pavilion | 2 - 1 |
| 4     | 11 octobre | Houston          | D 89-101  | Andrew Harrison (17) | Tyreke Evans (7)   | Conley, Gasol (4)    | FedExForum             | 2 - 2 |
| 5     | 13 octobre | Nouvelle-Orléans | V 142-101 | Jarell Martin (20)   | Marc Gasol (10)    | Marc Gasol (8)       | FedExForum             | 3 - 2 |

### Saison régulière
| Saison régulière Total: 22-60 (Domicile : 16-25 ; Extérieur : 6-35) |

| Match | Date match | Équipe           | Score     | Meilleur marqueur     | Meilleur rebondeur | Meilleur passeur     | Lieux                    | Série |
| ----- | ---------- | ---------------- | --------- | --------------------- | ------------------ | -------------------- | ------------------------ | ----- |
| 1     | 18 octobre | Nouvelle-Orléans | V 103-91  | Mike Conley, Jr. (27) | Marc Gasol (11)    | Gasol, Chalmers (4)  | FedExForum               | 1 - 0 |
| 2     | 21 octobre | Golden State     | V 111-101 | Marc Gasol (34)       | Marc Gasol (14)    | Mike Conley, Jr. (7) | FedExForum               | 2 - 0 |
| 3     | 23 octobre | @ Houston        | V 98-90   | Marc Gasol (26)       | James Ennis (11)   | Chalmers, Conley (4) | Toyota Center            | 3 - 0 |
| 4     | 25 octobre | @ Dallas         | D 94-103  | Marc Gasol (26)       | Marc Gasol (11)    | Marc Gasol (4)       | American Airlines Center | 3 - 1 |
| 5     | 26 octobre | Dallas           | V 96-91   | Marc Gasol (25)       | Marc Gasol (13)    | Mario Chalmers (6)   | FedExForum               | 4 - 1 |
| 6     | 28 octobre | Houston          | V 103-89  | Chandler Parsons (24) | Trois joueurs (7)  | Marc Gasol (5)       | FedExForum               | 5 - 1 |
| 7     | 30 octobre | Charlotte        | V 99-104  | Tyreke Evans (19)     | Tyreke Evans (10)  | Mike Conley, Jr. (6) | FedExForum               | 5 - 2 |

| Match | Date match   | Équipe          | Score     | Meilleur marqueur     | Meilleur rebondeur | Meilleur passeur     | Lieux                     | Série  |
| ----- | ------------ | --------------- | --------- | --------------------- | ------------------ | -------------------- | ------------------------- | ------ |
| 8     | 1er novembre | Orlando         | D 99-101  | Tyreke Evans (32)     | Marc Gasol (9)     | Chandler Parsons (6) | FedExForum                | 5 - 3  |
| 9     | 4 novembre   | @ L.A. Clippers | V 113-104 | Mike Conley, Jr. (22) | Brandan Wright (9) | Evans, Chalmers (4)  | Staples Center            | 6 - 3  |
| 10    | 5 novembre   | @ L.A. Lakers   | D 102-107 | Tyreke Evans (26)     | Marc Gasol (10)    | Marc Gasol (7)       | Staples Center            | 6 - 4  |
| 11    | 7 novembre   | @ Portland      | V 98-97   | Tyreke Evans (21)     | Martin, Brooks (8) | Mike Conley, Jr. (6) | Moda Center               | 7 - 4  |
| 12    | 11 novembre  | @ Houston       | D 96-111  | Tyreke Evans (22)     | Marc Gasol (9)     | Tyreke Evans (6)     | Toyota Center             | 7 - 5  |
| 13    | 13 novembre  | @ Milwaukee     | D 103-110 | Tyreke Evans (27)     | Marc Gasol (10)    | Gasol, Chalmers (6)  | BMO Harris Bradley Center | 7 - 6  |
| 14    | 15 novembre  | Indiana         | D 113-116 | Marc Gasol (35)       | Marc Gasol (13)    | Tyreke Evans (9)     | FedExForum                | 7 - 7  |
| 15    | 18 novembre  | Houston         | D 83-105  | Chandler Parsons (17) | Marc Gasol (9)     | Mario Chalmers (8)   | FedExForum                | 7 - 8  |
| 16    | 20 novembre  | Portland        | D 92-100  | Mario Chalmers (21)   | Marc Gasol (12)    | Marc Gasol (7)       | FedExForum                | 7 - 9  |
| 17    | 22 novembre  | Dallas          | D 94-95   | Tyreke Evans (18)     | Marc Gasol (10)    | Mario Chalmers (8)   | FedExForum                | 7 - 10 |
| 18    | 24 novembre  | @ Denver        | D 92-104  | JaMychal Green (21)   | Marc Gasol (6)     | Marc Gasol (14)      | Pepsi Center              | 7 - 11 |
| 19    | 26 novembre  | Brooklyn        | D 88-98   | Tyreke Evans (18)     | JaMychal Green (7) | Evans, McLemore (3)  | FedExForum                | 7 - 12 |
| 20    | 29 novembre  | @ San Antonio   | D 95-104  | Tyreke Evans (22)     | JaMychal Green (8) | Marc Gasol (7)       | AT&T Center               | 7 - 13 |

| Match | Date match   | Équipe         | Score          | Meilleur marqueur    | Meilleur rebondeur  | Meilleur passeur     | Lieux                      | Série   |
| ----- | ------------ | -------------- | -------------- | -------------------- | ------------------- | -------------------- | -------------------------- | ------- |
| 21    | 1er décembre | San Antonio    | D 79-95        | Marc Gasol (16)      | Marc Gasol (13)     | Trois joueurs (4)    | FedExForum                 | 7 - 14  |
| 22    | 2 décembre   | @ Cleveland    | D 111-116      | Tyreke Evans (31)    | Evans, Green (7)    | Tyreke Evans (12)    | Quicken Loans Arena        | 7 - 15  |
| 23    | 4 décembre   | Minnesota      | V 95-92        | Marc Gasol (21)      | JaMychal Green (9)  | Tyreke Evans (9)     | FedEx Forum                | 8 - 15  |
| 24    | 6 décembre   | @ New York     | D 88-99        | Marc Gasol (17)      | Marc Gasol (8)      | Andrew Harrison (5)  | Madison Square Garden      | 8 - 16  |
| 25    | 8 décembre   | Toronto        | D 107-116      | Tyreke Evans (27)    | Marc Gasol (7)      | Andrew Harrison (7)  | FedEx Forum                | 8 - 17  |
| 26    | 9 décembre   | Oklahoma City  | D 101-102 (OT) | Tyreke Evans (29)    | Tyreke Evans (13)   | Marc Gasol (6)       | FedEx Forum                | 8 - 18  |
| 27    | 11 décembre  | Miami          | D 82-107       | Marc Gasol (19)      | Deyonta Davis (7)   | Chandler Parsons (5) | FedEx Forum                | 8 - 19  |
| 28    | 13 décembre  | @ Washington   | D 87-93        | Andrew Harrison (20) | JaMychal Green (15) | Andrew Harrison (7)  | Capital One Arena          | 8 - 20  |
| 29    | 15 décembre  | Atlanta        | V 96-94        | Tyreke Evans (22)    | JaMychal Green (12) | Marc Gasol (5)       | FedEx Forum                | 9 - 20  |
| 30    | 16 décembre  | Boston         | D 93-102       | Marc Gasol (30)      | Marc Gasol (10)     | Evans, Harrison (5)  | FedEx Forum                | 9 - 21  |
| 31    | 20 décembre  | @ Golden State | D 84-97        | Marc Gasol (21)      | Marc Gasol (9)      | Tyreke Evans (6)     | Oracle Arena               | 9 - 22  |
| 32    | 21 décembre  | @ Phoenix      | D 95-97        | Tyreke Evans (23)    | Marc Gasol (11)     | Evans, Gasol (5)     | Talking Stick Resort Arena | 9 - 23  |
| 33    | 23 décembre  | L.A. Clippers  | V 115-112      | Tyreke Evans (30)    | Marc Gasol (15)     | Tyreke Evans (11)    | FedEx Forum                | 10 - 23 |
| 34    | 26 décembre  | @ Phoenix      | D 97-99        | Tyreke Evans (25)    | Gasol, Martin (6)   | Tyreke Evans (5)     | Talking Stick Resort Arena | 10 - 24 |
| 35    | 27 décembre  | @ L.A. Lakers  | V 109-99       | Tyreke Evans (32)    | Marc Gasol (9)      | Tyreke Evans (7)     | Staples Center             | 11 - 24 |
| 36    | 30 décembre  | @ Golden State | D 128-141      | Marc Gasol (27)      | JaMychal Green (8)  | Tyreke Evans (9)     | Oracle Arena               | 11 - 25 |
| 37    | 31 décembre  | @ Sacramento   | V 114-96       | Tyreke Evans (26)    | Deyonta Davis (9)   | Tyreke Evans (5)     | Golden 1 Center            | 12 - 25 |

| Match | Date match | Équipe             | Score     | Meilleur marqueur     | Meilleur rebondeur  | Meilleur passeur     | Lieux                   | Série   |
| ----- | ---------- | ------------------ | --------- | --------------------- | ------------------- | -------------------- | ----------------------- | ------- |
| 38    | 2 janvier  | @ L.A. Clippers    | D 105-113 | Tyreke Evans (18)     | Jarell Martin (7)   | Tyreke Evans (6)     | Staples Center          | 12 - 26 |
| 39    | 5 janvier  | Washington         | D 100-102 | Tyreke Evans (26)     | Marc Gasol (11)     | Tyreke Evans (7)     | FedEx Forum             | 12 - 27 |
| 40    | 10 janvier | Nouvelle-Orléans   | V 105-102 | Tyreke Evans (28)     | JaMychal Green (14) | Marc Gasol (7)       | FedEx Forum             | 13 - 27 |
| 41    | 12 janvier | @ Denver           | D 78-87   | Marc Gasol (22)       | Marc Gasol (11)     | Andrew Harrison (6)  | Pepsi Center            | 13 - 28 |
| 45    | 15 janvier | L.A. Lakers        | V 123-114 | Dillon Brooks (19)    | Evans, Green (9)    | Tyreke Evans (12)    | FedEx Forum             | 14 - 28 |
| 43    | 17 janvier | New York           | V 105-99  | Tyreke Evans (23)     | JaMychal Green (13) | Tyreke Evans (10)    | FedEx Forum             | 15 - 28 |
| 44    | 19 janvier | Sacramento         | V 106-88  | Dillon Brooks (22)    | JaMychal Green (10) | Trois joueurs (5)    | FedEx Forum             | 16 - 28 |
| 45    | 20 janvier | @ Nouvelle-Orléans | D 104-111 | Wayne Selden (31)     | JaMychal Green (16) | Marc Gasol (7)       | Smoothie King Center    | 16 - 29 |
| 46    | 22 janvier | Philadelphie       | V 105-101 | Marc Gasol (19)       | Jarell Martin (8)   | Tyreke Evans (8)     | FedEx Forum             | 17 - 29 |
| 47    | 24 janvier | San Antonio        | D 85-108  | Marc Gasol (18)       | Brooks, Gasol (7)   | Andrew Harrison (6)  | FedEx Forum             | 17 - 30 |
| 48    | 26 janvier | L.A. Clippers      | D 100-109 | Chalmers, Martin (17) | Marc Gasol (12)     | Chalmers, Gasol (10) | FedEx Forum             | 17 - 31 |
| 49    | 29 janvier | Phoenix            | V 120-109 | Tyreke Evans (27)     | Marc Gasol (10)     | Harrison, Selden (6) | FedEx Forum             | 18 - 31 |
| 50    | 31 janvier | @ Indiana          | D 101-105 | Wayne Selden (24)     | Marc Gasol (9)      | Harrison, Gasol (6)  | Bankers Life Fieldhouse | 18 - 32 |

| Match                  | Date match  | Équipe          | Score     | Meilleur marqueur    | Meilleur rebondeur  | Meilleur passeur     | Lieux                   | Série   |
| ---------------------- | ----------- | --------------- | --------- | -------------------- | ------------------- | -------------------- | ----------------------- | ------- |
| 51                     | 1er février | @ Détroit       | D 102-104 | Marc Gasol (19)      | Marc Gasol (14)     | Andrew Harrison (8)  | Little Caesars Arena    | 18 - 33 |
| 52                     | 4 février   | @ Toronto       | D 86-101  | Marc Gasol (20)      | Wayne Selden (7)    | Marc Gasol (5)       | Centre Air Canada       | 18 - 34 |
| 53                     | 6 février   | @ Atlanta       | D 82-108  | Mario Chalmers (13)  | Ivan Rabb (11)      | Brooks, Harrison (4) | Philips Arena           | 18 - 35 |
| 54                     | 7 février   | Utah            | D 88-92   | Andrew Harrison (23) | JaMychal Green (7)  | Marc Gasol (5)       | FedEx Forum             | 18 - 36 |
| 55                     | 11 février  | @ Oklahoma City | D 92-110  | Marc Gasol (18)      | JaMychal Green (12) | Mario Chalmers (6)   | Chesapeake Energy Arena | 18 - 37 |
| 56                     | 14 février  | Oklahoma City   | D 114-121 | Andrew Harrison (28) | Tyreke Evans (9)    | Marc Gasol (9)       | FedEx Forum             | 18 - 38 |
| NBA All-Star Game 2018 |             |                 |           |                      |                     |                      |                         |         |
| 57                     | 23 février  | Cleveland       | D 89-112  | Tyreke Evans (15)    | JaMychal Green (10) | Tyreke Evans (10)    | FedEx Forum             | 18 - 39 |
| 58                     | 24 février  | @ Miami         | D 89-115  | Andrew Harrison (17) | JaMychal Green (11) | Andrew Harrison (6)  | American Airlines Arena | 18 - 40 |
| 59                     | 26 février  | @ Boston        | D 98-109  | JaMychal Green (21)  | JaMychal Green (11) | Marc Gasol (8)       | TD Garden               | 18 - 41 |
| 60                     | 28 février  | Phoenix         | D 102-110 | Marc Gasol (22)      | Marc Gasol (13)     | Andrew Harrison (7)  | FedEx Forum             | 18 - 42 |

| Match | Date match | Équipe         | Score     | Meilleur marqueur     | Meilleur rebondeur  | Meilleur passeur        | Lieux                    | Série   |
| ----- | ---------- | -------------- | --------- | --------------------- | ------------------- | ----------------------- | ------------------------ | ------- |
| 61    | 2 mars     | Denver         | D 102-108 | Marc Gasol (22)       | Marc Gasol (9)      | Mario Chalmers (6)      | FedExForum               | 18 - 43 |
| 62    | 3 mars     | @ Orlando      | D 100-107 | Ben McLemore (20)     | JaMychal Green (13) | JaMychal Green (7)      | Amway Center             | 18 - 44 |
| 63    | 5 mars     | @ San Antonio  | D 98-100  | Marc Gasol (23)       | JaMychal Green (15) | Green, Rathan-Mayes (5) | AT&T Center              | 18 - 45 |
| 64    | 7 mars     | @ Chicago      | D 110-119 | Dillon Brooks (29)    | JaMychal Green (8)  | Gasol, Rathan-Mayes (7) | United Center            | 18 - 46 |
| 65    | 9 mars     | Utah           | D 78-95   | Dillon Brooks (18)    | Marc Gasol (11)     | Marc Gasol (6)          | FedEx Forum              | 18 - 47 |
| 66    | 10 mars    | @ Dallas       | D 80-114  | Dillon Brooks (17)    | JaMychal Green (10) | Parsons, Simmons (4)    | American Airlines Center | 18 - 48 |
| 67    | 12 mars    | Milwaukee      | D 103-121 | Marc Gasol (17)       | Green, Gasol (7)    | Trois joueurs (5)       | FedEx Forum              | 18 - 49 |
| 68    | 15 mars    | Chicago        | D 110-111 | Tyreke Evans (25)     | Green, Gasol (10)   | Tyreke Evans (9)        | FedEx Forum              | 18 - 50 |
| 69    | 17 mars    | Denver         | V 101-94  | Dillon Brooks (24)    | Jarell Martin (13)  | Tyreke Evans (7)        | FedEx Forum              | 19 - 50 |
| 70    | 19 mars    | @ Brooklyn     | D 115-118 | Andrew Harrison (19)  | JaMychal Green (16) | Andrew Harrison (8)     | Barclays Center          | 19 - 51 |
| 71    | 21 mars    | @ Philadelphie | D 105-119 | Wayne Selden Jr. (18) | Deyonta Davis (11)  | Mario Chalmers (5)      | Wells Fargo Center       | 19 - 52 |
| 72    | 22 mars    | @ Charlotte    | D 79-140  | Wayne Selden Jr. (18) | Jarell Martin (8)   | Evans, Simmons (4)      | Spectrum Center          | 19 - 53 |
| 73    | 24 mars    | L.A. Lakers    | D 93-100  | Andrew Harrison (20)  | JaMychal Green (16) | Andrew Harrison (9)     | Staples Center           | 19 - 54 |
| 74    | 26 mars    | @ Minnesota    | V 101-93  | Wayne Selden Jr. (23) | JaMychal Green (11) | Marc Gasol (6)          | Target Center            | 20 - 54 |
| 75    | 28 mars    | Portland       | V 108-103 | MarShon Brooks (21)   | Jarell Martin (14)  | Marc Gasol (6)          | FedEx Forum              | 21 - 54 |
| 76    | 30 mars    | @ Utah         | D 97-107  | Marc Gasol (28)       | JaMychal Green (6)  | Simmons, Teague (5)     | Vivint Smart Home Arena  | 21 - 55 |

| Match | Date match | Équipe             | Score     | Meilleur marqueur   | Meilleur rebondeur | Meilleur passeur   | Lieux                   | Série   |
| ----- | ---------- | ------------------ | --------- | ------------------- | ------------------ | ------------------ | ----------------------- | ------- |
| 77    | 1er avril  | @ Portland         | D 98-113  | Dillon Brooks (28)  | Ivan Rabb (13)     | Marquis Teague (5) | Moda Center             | 21 - 56 |
| 78    | 4 avril    | @ Nouvelle-Orléans | D 95-123  | MarShon Brooks (25) | Ivan Rabb (7)      | MarShon Brooks (7) | Smoothie King Center    | 21 - 57 |
| 79    | 6 avril    | Sacramento         | D 93-94   | MarShon Brooks (23) | Ivan Rabb (11)     | Dillon Brooks (6)  | FedEx Forum             | 21 - 58 |
| 80    | 8 avril    | Détroit            | V 130-117 | MarShon Brooks (25) | Marc Gasol (9)     | Marc Gasol (9)     | FedEx Forum             | 22 - 58 |
| 81    | 9 avril    | @ Minnesota        | D 94-113  | Ben McLemore (18)   | Ivan Rabb (8)      | MarShon Brooks (5) | Target Center           | 22 - 59 |
| 82    | 11 avril   | @ Oklahoma City    | D 123-137 | Dillon Brooks (36)  | Ivan Rabb (13)     | Kobi Simmons (5)   | Chesapeake Energy Arena | 22 - 60 |

### Confrontations en saison régulière
| Conférence Est      | Conférence Est                              | Conférence Est                              | Conférence Ouest                            | Conférence Ouest                            | Conférence Ouest                            | Conférence Ouest                            | Conférence Ouest                            |
| Division Atlantique | Division Atlantique                         | Division Atlantique                         | Division Nord-Ouest                         | Division Nord-Ouest                         | Division Nord-Ouest                         | Division Nord-Ouest                         | Division Nord-Ouest                         |
| Équipe              | Domicile                                    | Extérieur                                   | Équipe                                      | Domicile                                    | Domicile                                    | Extérieur                                   | Extérieur                                   |
| ------------------- | ------------------------------------------- | ------------------------------------------- | ------------------------------------------- | ------------------------------------------- | ------------------------------------------- | ------------------------------------------- | ------------------------------------------- |
| Boston              | 93-102                                      | 98-109                                      | Denver                                      | 102-108                                     | 101-94                                      | 92-104                                      | 78-87                                       |
| Brooklyn            | 88-98                                       | 115-118                                     | Minnesota                                   | 95-92                                       |                                             | 101-93                                      | 94-113                                      |
| New York            | 105-99                                      | 88-99                                       | Oklahoma City                               | 101-102 (OT)                                | 114-121                                     | 92-110                                      | 123-137                                     |
| Philadelphie        | 105-101                                     | 105-119                                     | Portland                                    | 92-100                                      | 108-103                                     | 98-97                                       | 98-113                                      |
| Toronto             | 107-116                                     | 86-101                                      | Utah                                        | 88-92                                       | 78-95                                       | 97-107                                      |                                             |
|                     | 2–3                                         | 0–5                                         |                                             | 3–6                                         | 3–6                                         | 2–7                                         | 2–7                                         |
| Division            | 2–8                                         | 2–8                                         | Division                                    | 5–13                                        | 5–13                                        | 5–13                                        | 5–13                                        |
| Division Atlantique | Division Atlantique                         | Division Atlantique                         | Division Nord-Ouest                         | Division Nord-Ouest                         | Division Nord-Ouest                         | Division Nord-Ouest                         | Division Nord-Ouest                         |
| Équipe              | Domicile                                    | Extérieur                                   | Équipe                                      | Domicile                                    | Domicile                                    | Extérieur                                   | Extérieur                                   |
| Chicago             | 110-111                                     | 110-119                                     | Golden State                                | 111-101                                     |                                             | 84-97                                       | 128-141                                     |
| Cleveland           | 89-112                                      | 111-116                                     | L.A. Clippers                               | 115-112                                     | 100-109                                     | 113-104                                     | 105-113                                     |
| Detroit             | 130-117                                     | 102-104                                     | L.A. Lakers                                 | 123-114                                     | 93-100                                      | 102-107                                     | 109-99                                      |
| Indiana             | 113-107                                     | 101-105                                     | Phoenix                                     | 120-109                                     | 102-110                                     | 95-97                                       | 97-99                                       |
| Milwaukee           | 103-121                                     | 103-110                                     | Sacramento                                  | 106-88                                      | 93-94                                       | 114-96                                      |                                             |
|                     | 1–4                                         | 0–5                                         |                                             | 5–4                                         | 5–4                                         | 3–6                                         | 3–6                                         |
| Division            | 1–9                                         | 1–9                                         | Division                                    | 8–10                                        | 8–10                                        | 8–10                                        | 8–10                                        |
| Division Atlantique | Division Atlantique                         | Division Atlantique                         | Division Nord-Ouest                         | Division Nord-Ouest                         | Division Nord-Ouest                         | Division Nord-Ouest                         | Division Nord-Ouest                         |
| Équipe              | Domicile                                    | Extérieur                                   | Équipe                                      | Domicile                                    | Domicile                                    | Extérieur                                   | Extérieur                                   |
| Atlanta             | 96-94                                       | 82-108                                      | Dallas                                      | 96-91                                       | 94-95                                       | 94-103                                      | 80-114                                      |
| Charlotte           | 99-104                                      | 79-140                                      | Houston                                     | 103-89                                      | 83-105                                      | 98-90                                       | 96-111                                      |
| Miami               | 82-107                                      | 89-115                                      |                                             |                                             |                                             |                                             |                                             |
| Orlando             | 99-101                                      | 100-107                                     | New Orleans                                 | 103-91                                      | 105-102                                     | 104-111                                     | 95-123                                      |
| Washington          | 100-102                                     | 87-93                                       | San Antonio                                 | 79-95                                       | 85-108                                      | 95-104                                      | 98-100                                      |
|                     | 1–4                                         | 0–5                                         |                                             | 4–4                                         | 4–4                                         | 1–7                                         | 1–7                                         |
| Division            | 1–9                                         | 1–9                                         | Division                                    | 5–11                                        | 5–11                                        | 5–11                                        | 5–11                                        |
| Conférence          | 4–26 (Domicile : 4–11 ; Extérieur : 0–15)   | 4–26 (Domicile : 4–11 ; Extérieur : 0–15)   | Conférence                                  | 18–34 (Domicile : 12–14 ; Extérieur : 6–20) | 18–34 (Domicile : 12–14 ; Extérieur : 6–20) | 18–34 (Domicile : 12–14 ; Extérieur : 6–20) | 18–34 (Domicile : 12–14 ; Extérieur : 6–20) |
| Total               | 22–60 (Domicile : 16–25 ; Extérieur : 6–35) | 22–60 (Domicile : 16–25 ; Extérieur : 6–35) | 22–60 (Domicile : 16–25 ; Extérieur : 6–35) | 22–60 (Domicile : 16–25 ; Extérieur : 6–35) | 22–60 (Domicile : 16–25 ; Extérieur : 6–35) | 22–60 (Domicile : 16–25 ; Extérieur : 6–35) | 22–60 (Domicile : 16–25 ; Extérieur : 6–35) |

## Classements
| Conférence Ouest | Conférence Ouest                | Conférence Ouest | Conférence Ouest | Conférence Ouest | Conférence Ouest | Conférence Ouest | Conférence Ouest |
| No               | Franchise                       | Vic.             | Def.             | MJ               | MR               | V/D              | GB               |
| ---------------- | ------------------------------- | ---------------- | ---------------- | ---------------- | ---------------- | ---------------- | ---------------- |
| 1                | Rockets de Houston              | 65               | 17               | 82               | 0                | .793             | –                |
| 2                | Warriors de Golden State T      | 58               | 24               | 82               | 0                | .707             | 7                |
| 3                | Trail Blazers de Portland       | 49               | 33               | 82               | 0                | .598             | 16               |
| 4                | Thunder d'Oklahoma City         | 48               | 34               | 82               | 0                | .585             | 17               |
| 5                | Jazz de l'Utah                  | 48               | 34               | 82               | 0                | .585             | 17               |
| 6                | Pelicans de La Nouvelle-Orléans | 48               | 34               | 82               | 0                | .585             | 17               |
| 7                | Spurs de San Antonio            | 47               | 35               | 82               | 0                | .573             | 18               |
| 8                | Timberwolves du Minnesota       | 47               | 35               | 82               | 0                | .573             | 18               |
|                  |                                 |                  |                  |                  |                  |                  |                  |
| 9                | Nuggets de Denver               | 46               | 36               | 82               | 0                | .561             | 19               |
| 10               | Clippers de Los Angeles         | 42               | 40               | 82               | 0                | .512             | 23               |
| 11               | Lakers de Los Angeles           | 35               | 47               | 82               | 0                | .427             | 30               |
| 12               | Kings de Sacramento             | 27               | 55               | 82               | 0                | .329             | 38               |
| 13               | Mavericks de Dallas             | 24               | 58               | 82               | 0                | .293             | 41               |
| 14               | Grizzlies de Memphis            | 22               | 60               | 82               | 0                | .268             | 43               |
| 15               | Suns de Phoenix                 | 21               | 61               | 82               | 0                | .256             | 44               |

| Division Sud-Ouest       | V  | D  | MJ | V/D  | GB | Dom   | Ext   | Div  | Conf  |
| ------------------------ | -- | -- | -- | ---- | -- | ----- | ----- | ---- | ----- |
| Rockets de Houston       | 65 | 17 | 82 | .793 | –  | 34–7  | 31–10 | 12–4 | 41–11 |
| Pelicans de Nlle-Orléans | 48 | 34 | 82 | .585 | 17 | 24–17 | 24–17 | 9–7  | 27–25 |
| Spurs de San Antonio     | 47 | 35 | 82 | .573 | 18 | 33–8  | 14–27 | 9–7  | 29–23 |
| Mavericks de Dallas      | 24 | 58 | 82 | .293 | 41 | 15–26 | 9–32  | 5–11 | 14–38 |
| Grizzlies de Memphis     | 22 | 60 | 82 | .268 | 43 | 16–25 | 6–35  | 5–11 | 18–34 |

## Effectif
| Grizzlies de Memphis Effectif en fin de saison réguliére |    |                        |                      |                |
| Entraîneur : J. B. Bickerstaff                           |    |                        |                      |                |
| Ailier                                                   | 24 | Drapeau du Canada      | Dillon Brooks        | Oregon         |
| Arrière, Ailier                                          | 8  | Drapeau des États-Unis | MarShon Brooks       | Providence     |
| Meneur                                                   | 6  | Drapeau des États-Unis | Mario Chalmers       | Kansas         |
| Meneur                                                   | 11 | Drapeau des États-Unis | Mike Conley, Jr. (C) | Ohio State     |
| Ailier fort                                              | 21 | Drapeau des États-Unis | Deyonta Davis        | Michigan State |
| Arrière                                                  | 12 | Drapeau des États-Unis | Tyreke Evans         | Memphis        |
| Pivot                                                    | 33 | Drapeau de l'Espagne   | Marc Gasol (C)       | Espagne        |
| Ailier, Ailier fort                                      | 0  | Drapeau des États-Unis | JaMychal Green       | Alabama        |
| Meneur                                                   | 5  | Drapeau des États-Unis | Andrew Harrison      | Kentucky       |
| Arrière, Ailier                                          | 4  | Drapeau des États-Unis | Myke Henry (TW)      | DePaul         |
| Ailier, Ailier fort                                      | 14 | Drapeau des États-Unis | Omari Johnson        | Oregon State   |
| Ailier fort                                              | 1  | Drapeau des États-Unis | Jarell Martin        | LSU            |
| Arrière                                                  | 23 | Drapeau des États-Unis | Ben McLemore         | Kansas         |
| Ailier                                                   | 25 | Drapeau des États-Unis | Chandler Parsons     | Florida        |
| Ailier fort                                              | 10 | Drapeau des États-Unis | Ivan Rabb            | Californie     |
| Arrière                                                  | 7  | Drapeau des États-Unis | Wayne Selden Jr.     | Kansas         |
| Meneur                                                   | 2  | Drapeau des États-Unis | Kobi Simmons (TW)    | Arizona        |
| (C) - Capitaine, (TW) - Two-way contract, - Blessé       |    |                        |                      |                |

## Transactions

### Échanges
| 22 juin 2017   | A Grizzlies de MemphisDroits sur le 35e choix de la Draft 2017 : Ivan Rabb     | A Magic d'OrlandoFutur second tour de draft    |
| 22 juin 2017   | A Grizzlies de MemphisDroits sur le 45e choix de la Draft 2017 : Dillon Brooks | A Rockets de HoustonFutur second tour de draft |
| 8 février 2018 | A Grizzlies de MemphisBrice Johnson Second tour de draft 2022                  | A Pistons de DétroitJames Ennis                |

### Joueurs qui re-signent
| Date       | Joueur            | Contrat                            |
| ---------- | ----------------- | ---------------------------------- |
| 01/07/2017 | Wayne Selden Jr.  | Contrat de 2 860 000 $ sur 2 ans.  |
| 27/09/2017 | JaMychal Green    | Contrat de 16 400 000 $ sur 2 ans. |
| 01/05/2018 | J. B. Bickerstaff | Entraîneur principal.              |

### Options dans les contrats
| Date       | Joueur        | Option                                                                      |
| ---------- | ------------- | --------------------------------------------------------------------------- |
| 31/10/2017 | Jarell Martin | Memphis exerce son option d'équipe de 2 420 000 $ pour la saison 2018-2019. |

### Arrivés
| Date       | Joueur            | Contrat                           | Provenance                       |
| ---------- | ----------------- | --------------------------------- | -------------------------------- |
| 06/07/2017 | Ben McLemore      | Contrat de 10 660 000 $ sur 2 ans | Kings de Sacramento              |
| 08/07/2017 | Rade Zagorac      | Contrat de 2 300 000 $ sur 2 ans  | KK Mega Bemax                    |
| 10/07/2017 | Tyreke Evans      | Contrat de 3 290 000 $ sur 1 an   | Kings de Sacramento              |
| 19/07/2017 | Mario Chalmers    | Contrat de 2 100 000 $ sur 1 an   | Grizzlies de Memphis             |
| 21/07/2017 | Dillon Brooks     | Contrat de 3 800 000 $ sur 3 ans  | Ducks de l'Oregon                |
| 21/09/2017 | Ivan Rabb         | Contrat de 2 320 000 $ sur 2 ans  | Golden Bears de la Californie    |
| 27/11/2017 | J. B. Bickerstaff | Entraîneur principal par intérim  | Grizzlies de Memphis             |
| 03/04/2018 | Marquis Teague    | Contrat de 74,816 $ sur 1 an      | Grizzlies de Memphis             |
| 06/04/2018 | MarShon Brooks    | Contrat de 1 710 000 $ sur 2 ans  | Grizzlies de Memphis             |
| 06/04/2018 | Omari Johnson     | Contrat de 1 405 000 $ sur 2 ans  | Hustle de Memphis (NBA G League) |

#### Two-way contract
| Date       | Joueur         | Provenance                          |
| ---------- | -------------- | ----------------------------------- |
| 01/07/2017 | Kobi Simmons   | Wildcats de l'Arizona               |
| 11/09/2017 | Vincent Hunter | Herd du Wisconsin (NBA G League)    |
| 13/01/2018 | Myke Henry     | Blue d'Oklahoma City (NBA G League) |

#### Contrat de 10 jours
| Date       | Joueur              | Provenance                             |
| ---------- | ------------------- | -------------------------------------- |
| 05/03/2018 | Xavier Rathan-Mayes | Knicks de Westchester (NBA G League)   |
| 14/03/2018 | Briante Weber       | Skyforce de Sioux Falls (NBA G League) |
| 24/03/2018 | Marquis Teague      | Hustle de Memphis (NBA G League)       |
| 27/03/2018 | MarShon Brooks      | Jiangsu Dragons                        |

### Départs
| Date       | Joueur          | Raison départ                            | Nouvelle équipe ¹               |
| ---------- | --------------- | ---------------------------------------- | ------------------------------- |
| 01/07/2017 | Tony Allen      | Agent libre                              | Pelicans de La Nouvelle-Orléans |
| 01/07/2017 | Vince Carter    | Agent libre                              | Kings de Sacramento             |
| 01/07/2017 | Zach Randolph   | Agent libre                              | Kings de Sacramento             |
| 16/10/2017 | Rade Zagorac    | Coupé après les camps entraînements      | CDB Séville                     |
| 16/10/2017 | Wade Baldwin IV | Coupé après les camps entraînements      | Trail Blazers de Portland       |
| 27/11/2017 | David Fizdale   | Viré de son poste d’entraîneur principal |                                 |
| 13/01/2018 | Vincent Hunter  | Fin du Two-way contract                  | AEK Athènes                     |
| 10/02/2018 | Brandan Wright  | Coupé - Buyout                           | Rockets de Houston              |
| 27/03/2018 | Brice Johnson   | Coupé                                    |                                 |
| 06/04/2018 | Marquis Teague  | Coupé                                    |                                 |

¹ Il s'agit de l’équipe pour laquelle le joueur a signé après son départ, il a pu entre-temps changer d'équipe ou encore de pays.

### Joueurs "agents libres" à la fin de la saison
| Joueur         | Fin de saison |
| -------------- | ------------- |
| Mario Chalmers | Agent libre   |
| Tyreke Evans   | Agent libre   |